# Aphanolejeunea ninhbinhiana
Aphanolejeunea ninhbinhiana là một loài Rêu trong họ Lejeuneaceae. Loài này được (Tixier) Tixier mô tả khoa học đầu tiên năm 1984.